# دونالد فيرغسون (دراج)
دونالد فيرغسون (بالإنجليزية: Donald Ferguson)‏ هو دراج أمريكي، ولد في 28 أبريل 1931 في إيفانستون في الولايات المتحدة.

## وصلات خارجية
- دونالد فيرغسون على موقع أرشيف الدراجات (الإنجليزية)
- دونالد فيرغسون على موقع أوليمبيديا (الإنجليزية)